# Vicus van Elewijt
De vicus van Elewijt was een Gallo-Romeinse nederzetting ten noorden van het huidige Elewijt. Er bestond al een nederzetting vóór de komst van de Romeinen, maar die kwam vooral tot bloei in de periode 50 – 200 na Chr., toen ze uitgroeide tot een middelgrote vicus langs de Romeinse hoofdweg Bavay–Edingen–Asse–Rumst–Rijsbergen. Omstreeks 300 na Chr. werd het dorp verwoest door Germaanse stammen.

## Pre-Romeinse periode
Er bestond al eeuwen voor de komst van de zuiderlingen een kleine woonkern. Dit kwam aan het licht bij opgravingen in 2013 in de buurt van de basisschool, een kilometer ten zuiden van het vicuscentrum. Er werden onder andere een pot gevonden (tussen 3.000 en 800 v. Chr.) en sporen van een houten boerderijtje met schuur (tussen 750 en 500 v. Chr.). Een andere bronstijdvondst is een zogenaamde nierdolk (tussen 1500 en 800 v. Chr.), die in 2006 op een akker in de Sint-Hubertusweg gevonden werd. Er was dus zeker permanente menselijke aanwezigheid 1.000 jaar voor de Romeinen, maar dit was meer in de zin van een kleine nederzetting dan van een echt dorp. Belangrijk is ook de vondst van een Keltische munt uit de late La Tène-periode met daarop op één zijde een hoofd met diadeem en op de andere zijde een everzwijn. Deze munt was van de Leucistam en is waarschijnlijk gemaakt rond 55 v. Chr. in het hedendaagse Boviolles. Dit toont aan dat de menselijke aanwezigheid rond Elewijt doorliep tot aan het begin van de Romeinse periode.

## Ligging
Het huidige Elewijt was gelegen in de provincie Gallia Belgica (later Belgica Secunda), niet ver van de grens met Germania Inferior (later Germania Secunda). Ten westen van Elewijt stromen de Barebeek en de Oude Zenne. Fysisch gezien bevond de vicus zich op een lage heuvelrug genaamd de Zwijnbeer, op de overgang van de zandige Kempen naar de vruchtbaardere riviervlakte.
Elewijt lag in de buurt van twee Romeinse wegen. De belangrijkste weg was de heirbaan Boulogne-Asse-Tongeren, die deze omgeving doorkruiste van Vilvoorde naar Steenokkerzeel. Op de oostelijke oever van de Zenne begon een deverticulum naar Elewijt, Rumst, Kontich, Mortsel en Rijsbergen.
Het centrum van de vicus valt tegenwoordig samen met de buurt waar de Tervuursesteenweg, Waversebaan en Diependaalstraat samenkomen. De onderzoeken van Jozef Mertens (1947-1953) besloegen een deel van het centrum van de vicus (onderzoeksgebied is "zone A" op dorpskaartje). De totale grootte van de vicus is geschat op zo'n 27 hectare, waarmee ze naar Vlaamse normen een middelgrote woonkern vormde.
Vandaag is er in het voorschreven deel van Elewijt amper enig spoor van de vicus te vinden. Het oude woongebied is doorheen de loop der jaren nagenoeg volledig bebouwd. Van het dorp blijven nog alleen funderingen en losse voorwerpen over.

## Voltrokken onderzoeken

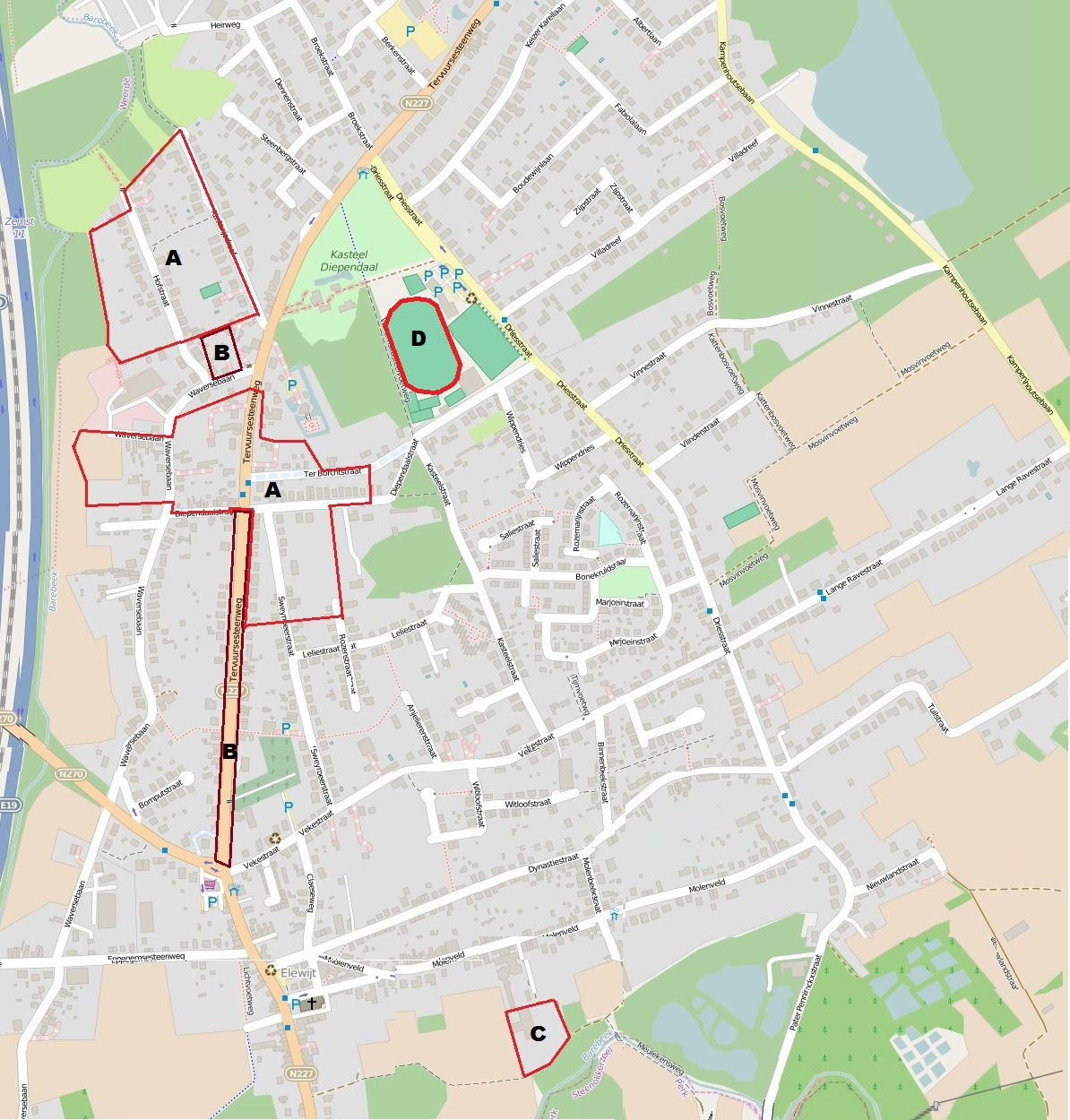
Archeologische onderzoeken te Elewijt. A: Onderzoeken centrum (1947-1953); B: Onderzoeken Waversebaan (noord, 2002), en onderzoek Tervuursesteenweg (zuid, 2013); C: Onderzoek Molenveld (2012-2013); D: Onderzoek Sportpark (2023). De begraafplaats van de vicus bevindt zich in zone D.

Er is nog niet zoveel over het dorp geweten omdat een groot deel ervan zoals vermeld onder vele tientallen huizen ligt en ook omdat er gewoonweg maar in een relatief klein gebied effectief onderzoek is gebeurd. Al in de 17e en 18e eeuw werd er gewag gemaakt van te Elewijt gedane Gallo-Romeinse vondsten. De eerste relatief systematische onderzoeken gebeurden door Camille Van Dessel in de jaren 1870.

### 20e-eeuwse onderzoeken
In de buurt van de samenkomst van de Tervuursesteenweg en de Waversebaan werden de meeste sporen gevonden van de Elewijtse vicus. Dit terrein werd grondig onderzocht door Joseph Mertens, gedurende meer dan 6 jaar (1947-1953). Dit archeologisch doorzochte areaal is een gedeelte van het centrum van de vicus, maar zeker niet het volledige centrum en al helemaal niet de volledige vicus. Dit onderzoeksgebied komt overeen met "zone A" op het dorpskaartje.
Andere belangrijke ontdekkingen in de 20e eeuw werden gedaan bij rioleringswerken onder het noordelijke deel van de Waversebaan, in de periode 1989-1990. Hierbij kwamen onder meer bewijzen voor de tweede inval in beeld.

### 21e-eeuwse onderzoeken
Doordat er een verkaveling gebouwd zou worden in de Hofstraat, vlak bij het vicuscentrum, moest deze straat heraangelegd worden. Onder het wegdek en in een klein gebiedje erbij ("zone B, noord" op het dorpskaartje) werden in 2002 dan ook heel wat onderzoeken uitgevoerd. Naast paalkuilen, werden er ook bronzen munten en sluitspelden gevonden, waaronder één met email.
In 2008 werd er een onderzoek gedaan op een terrein van 2300m² aan de oostzijde van de Broekstraat, tegenover de voormalige Camping Baarbeek. Dit onderzocht gebied ligt bijna één km ten noorden van het vicuscentrum. Het handvol vondsten hier waren vooral nog net pre-Romeins of vroeg-Romeins, waarvan de opvallendste enkele terra-sigillata scherven, een kobaltblauwe glazen armband (200 v. Chr.-200 n. Chr.), een stuk bronzen fibula, enkele paalkuilen en een mogelijke kleine waterput zijn. Na de onderzoeken werden er enkele sociale woonhuizen op het terrein gebouwd.
In 2012 werd er ook zo'n km ten zuidoosten van de vicus ("zone C" op het dorpskaartje), een archeologisch onderzoek voltrokken, waarbij de reeds vermelde bewijzen van bewoning in de ijzertijd geconstateerd werden. Het gaat hier om het speelplein van de in het hedendaagse centrum gelegen basisschool, die toen verbouwd werd. Buiten paalkuilen die wijzen op houten gebouwen, werd ook een vrij speciale pot en heel wat andere scherven gevonden. Deze sporen zijn weliswaar allen uit bronstijd en ijzertijd (behalve enkele vuurstenen van nomaden uit het mesolithicum), zonder sporen van Romeinse aanwezigheid.
In 2013 werd de hoofdbaan van Elewijt, de Tervuursesteenweg, grondig vernieuwd. Daarbij werd ook een archeologisch onderzoek voltrokken tussen de Ter Borchtstraat en de Vekestraat, over een afstand van zo'n 750 meter. Ditmaal ging het dus wel voor een deel over het centrum. In totaal werden er maar liefst 9614 ongedefinieerde scherven geteld. Dit onderzoeksgebied komt overeen met "zone B (zuid)" op het dorpskaartje. De meeste vondsten werden in het noorden - bij het centrum - gedaan. Een opvallende vondst is daarom een mogelijk brandrestengraf in het zuiden van dat onderzochte gebied, toch een halve km ten zuiden van het centrum. Ook sporen van een latrine, een openbaar toilet, horen bij de ontdekkingen.
In 2018 vond er een archeologisch onderzoek plaats bij de aanbouw van een verkaveling tussen de Kastanjestraat en de Hofstraat. Er werd onder meer een 32 m lang tracé van de heirbaan naar Baudecet opgegraven, net als resten van woningen en metaalnijverheid. Ook bronzen schalen en kommen werden opgegraven.

## Functie
Als vicus was het zowel een religieus als bestuurlijk centrum voor de directe omgeving.

### Economisch

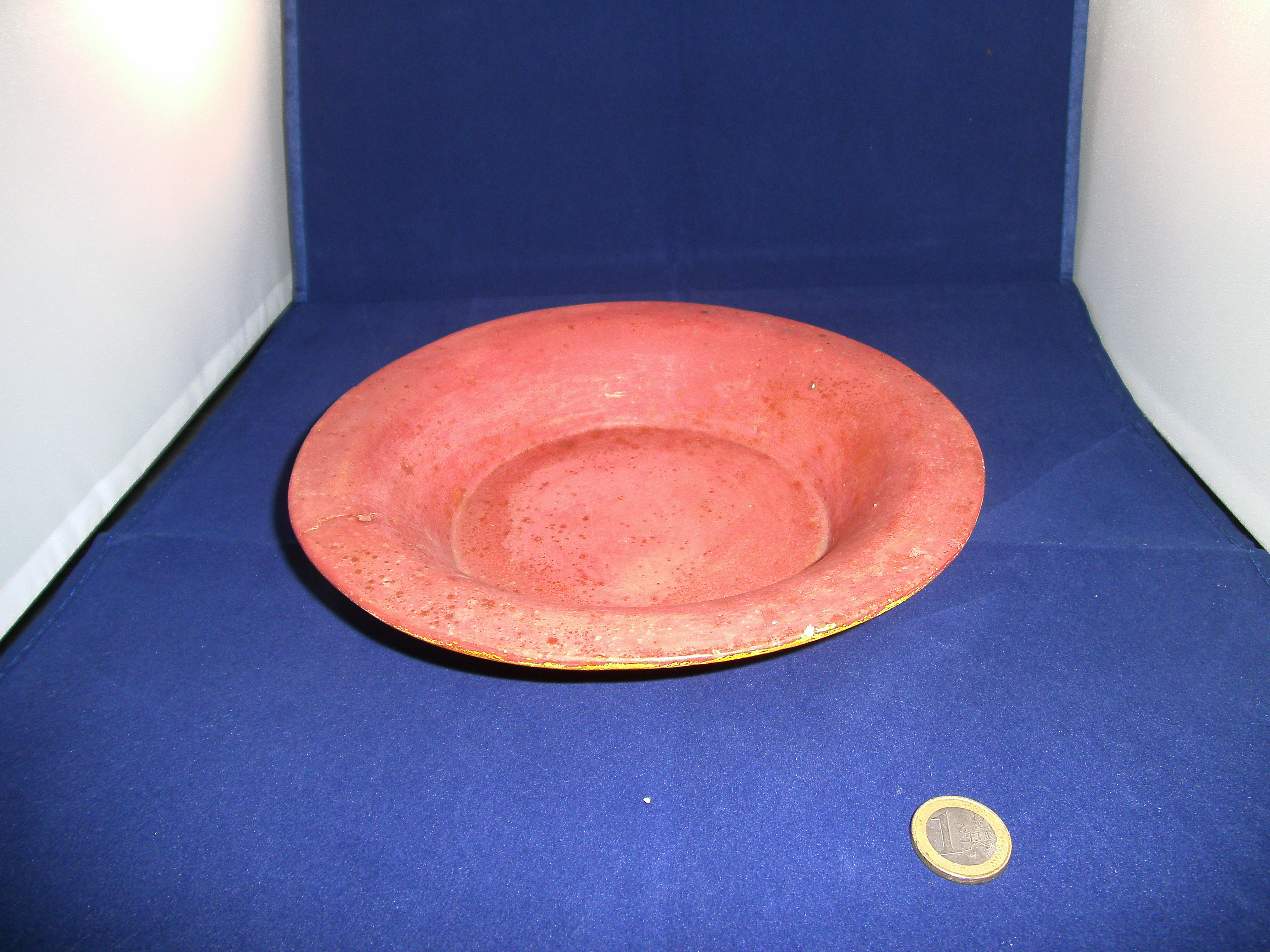
Romeins aardewerk opgegraven te Elewijt (museum Heemkring de Semse)

De meeste vici, waaronder Elewijt, waren belangrijke ambachtelijke productiecentra. Er zijn dan ook in het dorp enkele resten pottenbakkersovens gevonden. Ook was er te Elewijt een lokale metaalnijverheid. De meeste zaken die in de vici geproduceerd werden, waren gericht op de inwoners (vooral landbouwers) van de omgeving van de vicus zelf of op de nabijgelegen vici. De vici lagen immers in een landschap met grote (villae) en kleine landbouwbedrijven, die een goede afzetmarkt waren voor in de vicus geproduceerde zaken zoals potten en metalen voorwerpen. Ook het Romeinse leger maakte deel uit van de afzetmarkt van landbouwproducten en gebruiksproducten van de vici. Aan de rand van de vicus zelf waren in de beginperiode wel enkele kleine houten boerderijtjes, maar de vicus moest zijn voedsel toch vooral importeren van diezelfde grote boerderijen in de nabije omgeving. Wanneer de vicus verder groeide, verdween overigens meestal de aanwezigheid van kleine boerderijtjes binnen de nederzetting. Verschillende auteurs zijn ervan overtuigd dat de inwoners van de vici vaak als seizoensarbeiders aan de slag gingen bij in de streek gelegen villae.
Tevens was Elewijt waarschijnlijk ook een pleisterplaats (mansio), namelijk een plek waar men de nacht doorbracht wanneer men op doorreis was. Archeoloog Camille Van Dessel besloot dit, naast de ligging, ook uit de vondsten van metalen paardentoebehoren, wielonderdelen, hamers, messen en sikkels.

### Religieus

#### Cultus

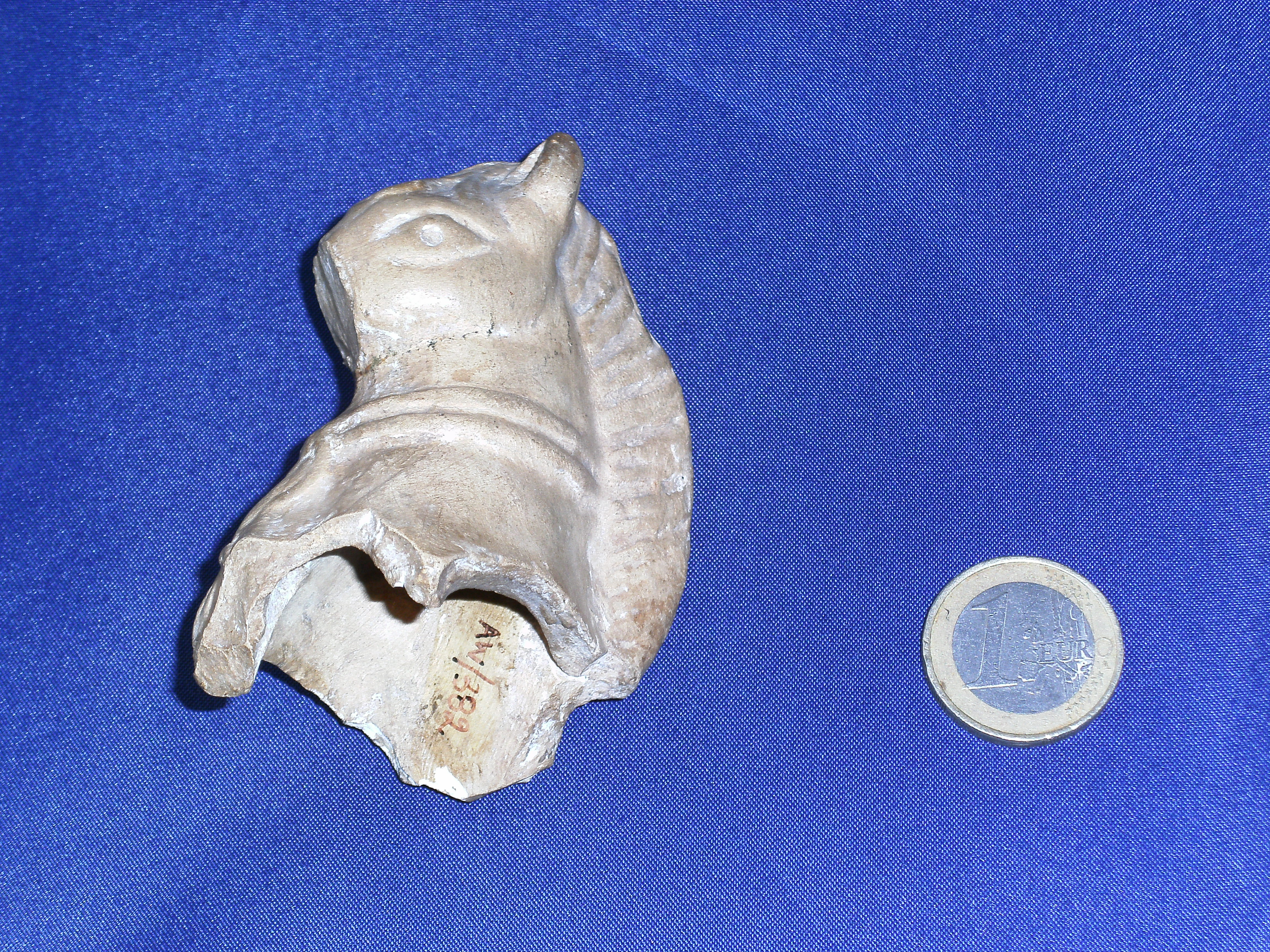
De kop van een stenen paardenbeeldje (ca. 50-190), in verband met de cultus van Epona, dat in 1933 in het vicuscentrum ontdekt werd (museum Heemkring de Semse)

In Elewijt zijn vele bewijzen gevonden die wijzen op de aanwezigheid van een cultusplaats. Deze zijn bijna allen te situeren op de plaats De Steentjes, gelegen in het centrum tussen de Waversebaan en de Tervuursesteenweg, bijna ter hoogte van de Ter Borchtstraat. Het feit dat er een heiligdom te Elewijt stond, wordt onder andere bekrachtigd door de vondst van een wierookvat, een thymiaterion, dat gebruikt werd in religieuze rituelen. Ook heel wat vondsten verwijzen naar een religieuze aanbiddingsplaats. Dit gaat over verscheidene gevonden kuilen met rituele inhoud. Toevallige vondsten uit 1933 pal in het centrum van de vicus (bij De Steentjes) lijken ook te wijzen op een cultusgebouw. Dit zijn onder andere de realistisch uitgevoerde, meer dan levensgrote, grote teen van een bronzen beeld, de kop van een stenen paardenbeeldje en een zware getorste zuil in wit marmer. Al deze vondsten zijn te dateren tussen het jaar 50 en de invallen rond 190. In 2002 werden er opnieuw enkele religieuze vaasjes ontdekt, ditmaal onder het wegdek van de Hofstraat.
Van de verschillende kleine beeldjes of stukken ervan die gevonden zijn, zijn er maar liefst 15 kleine paardenbeeldjes gevonden, soms ook met teugels of een ruiter. Slechts een klein deel hiervan was grotendeels intact, bij velen gaat het slechts om de kop, een heup, de romp, et cetera. Gelijkaardige paardenbeeldjes werden ook gevonden in het nabijgelegen Asse. Een andere vondst met verwijzing naar paarden is een groep van een man tussen twee paarden. Deze beeldjes zijn naar alle waarschijnlijkheid ex voto's die in verband kunnen gebracht worden met de cultus van de vruchtbaarheidsgodin Epona. Epona werd, voornamelijk in Gallia Belgica, aanbeden als de beschermster van ruiter en paard en als begeleidster van de ziel naar de onderwereld.
De paardenbeeldjes waren duidelijk overheersend op het vlak van de te Elewijt gevonden beeldjes, er werden slechts weinig beeldjes gevonden met een ander thema. De andere gekende vondsten zijn het kopfragment van een zittende hond, een venusbeeldje, een stuk van het beeldje van een naakte man (enkel een dikke buik met kleine afhangende penis) en het rugstuk van een staande Mercurius, de god van de reizigers en handelaars. Deze archeologica zijn allen gevonden in kuilen en kunnen enkel gedateerd worden als komend uit de periode 50-190. Slechts het pootfragment van één beeldje, het enige dat bij systematische opgravingen ontdekt werd (door Mertens in 1951), kan preciezer gedateerd worden. Dit valt te plaatsen tussen 150 en 190. Rond het midden van de derde eeuw werd er een groots en duur gebouw in het dorp geplaatst, wat mogelijks een cultusgebouw was ter vervanging van het bij de invallen van 190 vernietigde, hypothetische cultusgebouw.

#### Begraafplaats
Rond het jaar 1870 ontdekte Camille Van Dessel op de plaats genaamd Heydendriesch een pre-Romeins grafveld. De locatie komt overeen met het gebied tussen de Dynastiestraat en het Molenveld, een 700-tal meter ten zuidoosten van het vicuscentrum. Het betrof hier een grafveld uit de ijzertijd met zowel brandrestengraven als urnengraven met vaatwerk erbij.
In 2023 graven de archeologen van Monument Vandekerckhove een Romeins grafveld op ter hoogte van de voormalige wielerpiste van Sportpark Innis. Op dit grafveld werden een dertigtal Romeinse brandrestengraven aangetroffen. Daarnaast werden ook sporen van negen kringgreppels en een heligdom blootgelegd. De resultaten van deze opgravingen moeten nog gepubliceerd worden .

## Geschiedenis

### 1e eeuw: Stichting, groei en bloei van de nederzetting

#### Oprichting van een militair kamp
De vroegste sporen van Romeinse bebouwing zijn die van spitsgrachten die waarschijnlijk deel uitmaakten van een militair kamp uit de late Augusteïsche periode, dus ergens uit de jaren 10 à 15. Het gaat hier vermoedelijk om een klein sperfort (burgus), zoals er op andere strategische locaties op de baan Tongeren-Bonen nog opgetrokken werden. De grachten hadden, binnen het onderzoeksgebied van Joseph Mertens, een traceerbare lengte van zo'n 60 meter, maar waren vermoedelijk een stuk langer. Deze hadden een L-vorm, wat samenhangt met de typische rechthoekige vorm van Romeinse legerkampen. Er was een uitsparing van 8 meter, die dus de ingang vormde. De grachten zelf hadden een breedte van meer dan twee meter en waren bijna anderhalve meter diep. Het was door de zeer homogene vulling wel duidelijk dat dit slechts een tijdelijk kamp was, waarvan de grachtjes met dezelfde aarde weer opgevuld werden. Het kamp bestond dus vermoedelijk maar enige maanden.
Het duurde echter niet lang voordat er een dorpje begon te ontwikkelen op dit kruispunt van Romeinse banen. De huizen die er in de vroege periode stonden waren wel nog vrij simpele bouwwerken die gemaakt waren uit hout en soms uit hout en steen, vaak hadden deze ook nog een agrarisch karakter. Verder werden er in de jaren 1950 ook een deel geplaveide heirweg en heel wat waterputten blootgelegd. Bij de heraanleg van de Tervuursesteenweg in 2013 werden er uit deze eeuw in afvalkuilen heel wat scherven van schalen en potten gevonden. Ook vele vondsten van luxe-aardewerk (terra sigillata), dat geïmporteerd is uit Zuid-Gallië, zijn bekend. Aan grotere hoeveelheden import van zulke luxeproducten in een bepaald tijdsbestek kan een economische bloei van de vicus verbonden worden. De eerste echte bloeiperiode begon ongeveer in de regeerperiode van Claudius I (41-54). De economische bloei van het dorp kende een absoluut hoogtepunt rond de late Vespasiaanse tijd (ca. 75-80).

### 2e eeuw: Nieuwe bloeiperiode en uitbreiding, gevolgd door allesvernietigende invallen
Vanaf het einde van de eerste eeuw tot en met het eerste kwart van de tweede eeuw was de import gevoelig teruggevallen. Dit was toen een algemeen verschijnsel in de gehele regio. Vanaf het midden van deze eeuw begon er opnieuw een echte economische bloeiperiode. In die goede tijd diende het stadje meer en meer als handelsplaats en als industrieel centrum (voornamelijk pottenbakkerij en ijzerbewerking).
Er werden in dit tweede deel van deze eeuw een aantal duurdere gebouwen bijgebouwd in het dorp, zo zijn er bijvoorbeeld overblijfselen van een stenen kelder met betonnen vloer (opus signinum) ontaard. De kelder van dit gebouw, gedateerd als gebouwd halverwege de tweede eeuw, was ook bepleisterd. Het geleidelijke verminderen van het aandeel van houten gebouwen en het tegelijk vermeerderen van het aandeel van stenen of gedeeltelijk stenen gebouwen zou kunnen wijzen op het gedeeltelijke verdwijnen van de agrarische activiteiten binnen de nederzetting. Doch bleef er in het dorp steeds een aanwezigheid van houten gebouwen, al was deze in de 2e en 3e eeuw relatief gezien wel kleiner dan in de 1e eeuw. De gebouwen waren voor het merendeel georiënteerd op de west-oostbaan (Asse-Tienen), deze was toen dus economisch een heel stuk belangrijker dan de baan die het noorden met het zuiden verbond. De typische "vicushuizen" hadden een rechthoekig grondplan, met de korte zijde grenzend aan de straat.
Bij de vondsten uit deze periode horen heel wat scherven, intacte kruikjes, potten en dierenbeenderen die in onder andere afvalkuilen waren achtergelaten. Er waren botten van verschillende dieren te vinden, zoals runderen, everzwijnen, schapen, hennen en honden. Interessant zijn ook "ringen" van verkleurde aarde die blootgelegd zijn. Zulke ringen zijn paalkuilen, ze tonen dus aan waar ooit houten palen gestaan hebben. Bij zulke vondsten uit de tweede eeuw horen onder meer vier paalkuilen die vermoedelijk verwijzen naar een vierpostenspieker (een soort van graanschuurtje).
Er zijn ook heel wat munten uit de 2e eeuw teruggevonden, zowel bij onderzoeken als door amateurarcheologen. Zo werd in 2013 een munt met daarop de beeltenis van Faustina de Jongere (r. 147-175) ontdekt. Zelfs in de vroege 17e eeuw werden er al vele Romeinse munten ontaard te Elewijt. Dit is onder andere geweten doordat de befaamde kunstenaar Pieter Paul Rubens, die tijdens zijn laatste levensjaren op Kasteel het Steen resideerde, in 1636 aan een vriend schreef dat hij in het dorp twee munten kocht.
In Elewijt worden vele bronzen en zilveren munten gevonden. Ik heb er één gekocht met de beeltenis van keizer Commode en één met die van zijn vader Marcus Aurelius.— Pieter Paul Rubens, 1636
Het betreft dus twee Romeinse munten uit de tweede helft van deze eeuw, namelijk munten met de beeltenis van van Marcus Aurelius (r. 161-180) en diens opvolger Commodus (r. 180-192). Deze munten zijn dus ook allen te situeren in de tweede helft van de 2e eeuw, toen er dus opnieuw een opbloei in de handel, en in het dorp, was. De meeste munten werden vroeger gevonden op het nu nog steeds quasi totaal niet onderzochte oostelijk deel van het heuveltje Zwijnbeer, namelijk tussen de zuidelijke Sweynbeerstraat en de zuidelijke Vekestraat. Dit gebied werd door het geregelde opduiken van zilveren munten dan ook Zilverbeemd genoemd.

#### Vernietiging
Het levendige dorp kende tijdens deze goede periode weliswaar een zeer zware slag te verduren. Plusminus in de periode 170/190 werd de nederzetting bijna volledig vernietigd, dit valt uit verschillende sporen, waaronder vele brandsporen, te verklaren. Het gaat hier naar alle waarschijnlijkheid over invallen van de Chauken, die het dorp dus bijna volledig deden afbranden. Ook werden er in putten enkele stukken kapotte muurschildering en sporen van het voetstuk van een vernietigd standbeeld blootgelegd, vermoedelijk horend bij in die tijd vernielde gebouwen. Het hypothetische cultusgebouw en het nabijgelegen artisanaal kwartier werden bij deze invallen ook vernield.

### 3e eeuw: Zeer moeizaam herstel van het dorp en nieuwe, fatale, invallen
In de vroege derde eeuw herrees het dorp uit zijn as, maar het zou nooit nog worden wat het ooit was. Een groot deel van de gebouwen uit de vorige periode waren op de west-oostbaan georiënteerd. Na de vernietiging van het dorp, ergens rond het jaar 190, werd het geleidelijk en volgens een heel ander plan heropgebouwd. Elewijt was nu meer een soort van lintbebouwing op de, in het dorp met kasseien heraangelegde, baan Asse-Tienen geworden, in plaats van een dorp op een kruispunt. De minder belangrijke noord-zuidverbinding had zijn nut nu duidelijk helemaal verloren, er werd zelfs gewoonweg overheen de bestrating ervan gebouwd.
Er werd voorts ook één zeer groot complex gebouwd in het nieuwe Elewijt neergepoot: dit had afmetingen van minstens 40 op 16 meter en telde verschillende kamers. Het valt vermoedelijk te dateren rond het midden van deze 3e eeuw. Het had onder meer een hypocaustum (vloerverwarmingssysteem) en frescoversieringen. Dit is op bouwkundig vlak de grootste vondst van het dorp en het gebouw is vermoedelijk of een villa of een cultusgebouw geweest. Het idee van een nieuw cultusgebouw, mogelijks opnieuw voor Epona, lijkt waarschijnlijk, alhoewel het grote deel van de tot nu toe ontaarde rituele vondsten uit de periode 50-200 dateren.

#### Bewijzen voor verval
Al vanaf het begin van de derde eeuw, na de heropbouw die volgde uit de invallen van ca. 190, begon het dorp in een neerwaartse spiraal te geraken waar het nooit meer zou uitraken. In het begin van de derde eeuw werd al aardewerk gevonden dat in Elewijt zelf gebakken was en dat eerder in een "Germaanse" stijl was, tegelijk was de invoer van aardewerk zeer sterk verminderd. Er hadden zich dus al heel wat Germanen gevestigd in Elewijt, wat op zich geen slecht teken hoeft te zijn, en men was meer op zichzelf aangewezen. Een van de door Mertens onderzochte waterputten was in onbruik geraakt in de vroege derde eeuw en werd gewoon opengelaten in plaats van opgevuld. Door voorzichtig doorheen de materie te zeven die in de, doorheen de tijd geleidelijk aan opgevulde, put lag, werden heel wat resten van loopkevers bovengehaald. Deze insecten waren dus in de put gesukkeld. Dit is ook een belangrijk bewijs voor een verval van de vicus in de derde eeuw, nog voordat er sprake was van een tweede inval. Deze onderzochte kevers leven immers enkel in een boscontext en de gronden tot vlak aan de rand van de vicus waren dus geleidelijk aan in onbruik geraakt en opnieuw bosachtig gebied geworden. Er bleven, zeker in de eerste helft van deze eeuw, wel een kleiner aantal waterputten nog in gebruik. Zo werden er door Joseph Mertens uit een waterput munten met de beeltenis van de keizer Elagabalus (218-222) en Alexander Severus (222-235) bovengehaald.
Uit de wetenschap dat de bossen opnieuw oprukten rondom het dorp, dat er minder invoer was en meer zelfgemaakt aardewerk en dat er onbeheerd achtergelaten waterputten waren, kan geconcludeerd worden dat er een verder economisch en algemeen verval was in de jaren na de inval. Het dorp was dus niet al te goed hersteld van de invallen van de Chauken, er werden wel nieuwe huizen en zelfs een nieuw (mogelijks) cultusgebouw gezet, maar in de decennia die erop volgden begon het dorp verder leeg te lopen en meer in verval te geraken.
Over het algemeen was de economie van het klassieke Elewijt, zoals gezegd, er allesbehalve op vooruit gegaan. Dit valt onder andere te constateren uit de vondsten van luxe-aardewerk (terra sigillata). Slechts 7% van het geheel werd gedateerd in de derde eeuw, terwijl de vorige eeuwen dit nogal gelijk oplopend was. Er was dus duidelijk veel minder luxe-aardewerk in deze eeuw, wat toch ook een negatief economisch teken is. Er waren ook opnieuw meer houten gebouwen in het plaatsje, deze waren woningen van plaatselijke landbouwers.

#### Nieuwe inval
Rond het einde van deze eeuw had het fel verzwakte dorp voor de tweede keer in zijn bestaan te kampen met invallen, ditmaal vermoedelijk van een Frankische stam. Enkele handgemaakte scherven, die bij noodrioleringswerken onder de Waversebaan in 1989 werden ontbloot, worden hiermee in verband gebracht. Camille Van Dessel vond ook brandlagen terug uit deze troebele periode, ongeveer rond 275. Hij beschreef deze bevindingen als volgt:
De brandsporen tonen ons ook een gewelddadige vernietiging, en deze was zo compleet dat men er gedurende verschillende eeuwen niet meer aan dacht om op deze plaats nog iets te bouwen.— Camille Van Dessel, 1873

### 4e eeuw: Het sombere einde van de vicus
Na de aanval op het fel verarmde en reeds leeglopende dorp in de late derde eeuw, bloedde Elewijt, en bij uitbreiding de bewoning in het hele gebied, dood. Er werden zeer weinig vondsten gedaan uit de hierop volgende 4e eeuw. Zo werd er bijvoorbeeld maar één enkele 4e-eeuwse terra sigillata-scherf gevonden.
Een andere vondst uit de vierde eeuw werd ontdekt in de zomer van 2014. Het betreft een munt die bij de Barebeek gevonden werd door een amateurarcheoloog die geslagen was in het jaar 351/352. Deze enkele munt en één enkele terra-sigillatascherf zijn uitzonderingen. Er zijn zeer weinig vondsten van andere 4e-eeuwse zaken gedaan. Na de tweede zware inval in het dorp was het Romeinse verhaal van Elewijt op zijn einde gekomen. De zeer zeldzame vondsten verwijzen waarschijnlijk enkel naar een zeer minieme menselijke aanwezigheid, vermoedelijk in de aard van enkele verspreide agrarische woonsten of passanten op de verbindingsweg. Net zoals driehonderd jaar eerder was er in Elewijt geen sprake meer van een echt dorp. Het hedendaagse Elewijt is veel later en heel wat zuidelijker ontwikkeld en kan geenszins als de voortzetting of erfgenaam van deze nederzetting beschouwd worden.

## Economie

### Handel met het buitenland
In Elewijt werden heel wat scherven van terra sigillata (of luxe-aardewerk) ontaard. De onderzoeken van Mertens en Vaes in 1947-1953 brachten in totaal maar liefst 122 scherven aan het licht. De hoeveelheden die afkomstig waren uit de 1e en 2e eeuw kwamen vrij goed overeen (beiden rond de 45%). Slechts 12% kwam uit de derde eeuw, wat duidelijk betekent dat er minder import was en ook minder geld voor luxeproducten. De perioden waarin dit luxe-aardewerk werd gevonden zijn interessant om de rijkdom van het dorp in bepaalde perioden aan te tonen, en de regio's van waar het afkomstig is zijn interessant om aan te tonen met welke regio's er al dan niet veel of weinig handel was.
In de jaren erna werden er zeer grote hoeveelheden terra sigillata gevonden, allen bovengehaald door amateur-archeologen. Zo'n 40 jaar na de onderzoeken van Mertens waren er nog eens 141 scherven van luxe-aardewerk opgespoord, zo kwam het totaal aantal van deze restanten in 1992 al terecht op een aantal van 263. Deze stukken, bijna allen in privéverzamelingen, werden geïndexeerd door Vanderhoeven en Vandenberghe. Door de samenvoeging van al deze nieuwe vondsten kon men een veel completer beeld krijgen.

#### Herkomst van de Elewijtse terra sigillata
| Regio           | Aantal scherven (...-1953) | Aantal scherven (1954-1992) | TOTAAL | %     |
| --------------- | -------------------------- | --------------------------- | ------ | ----- |
| Zuid-Gallië     | 61 (50%)                   | 52 (37%)                    | 113    | 43%   |
| Centraal-Gallië | 27 (22%)                   | 27 (19%)                    | 54     | 20,5% |
| Oost-Gallië     | 34 (28%)                   | 62 (44%)                    | 96     | 36,5% |

Door de vele nieuwe vondsten, die ook op een groter areaal werden gevonden, geven dus een meer dan dubbel zo grote "steekproef". Hierdoor is een veel vollediger beeld mogelijk. Zo is het aandeel van luxe-aardewerk uit Zuid-Gallië toch gevoelig kleiner dan eerst gedacht, en dat van luxe-aardewerk uit Oost-Gallië gevoelig groter. Beiden hebben ongeveer een dubbel zo groot aandeel als het Centraal-Gallisch luxe-aardewerk. Ook was het aandeel van 3e-eeuwse terra sigillata nog kleiner dan eerst gedacht.

#### Samenvatting
Zo'n 43% van de gevonden terra sigillata zijn afkomstig uit Zuid-Gallië, en tevens stamt bijna al deze Zuid-Gallische terra sigillata uit de tweede helft van de 1e eeuw. De grootste groei is in de reeds vermelde Vespasiaanse periode (±70-80), die waarschijnlijk samenhangt met een eerste grote - zowel fysieke als economische - groei van de vicus. In de vroege tweede eeuw daalde de invoer van deze buitenlandse luxeproducten sterk, pas ruwweg rond 130 kwam er terug een sterke groei in deze handel. Globaal genomen was er iets meer terra sigillata in Elewijt in de tweede eeuw dan in de eerste. Dit verraad een verdere groei van de vicus en een twee bloeiperiode in de regio. In de derde eeuw, na de grote inval, viel de import van luxe-aardewerk grotendeels stil. Van de "nieuwe" 141 scherven waren er zelfs maar 3, mogelijks, uit de vroege 3e eeuw. Het aandeel van derde-eeuwse scherven is met deze nieuwe inzichten dus zelfs maar 7% meer (vroeger dacht men 12%). Er bleef na de aanvallen een véél kleinere en armere menselijke aanwezigheid. Uit de vierde eeuw is slechts één enkele terra-sigillatascherf teruggevonden.

## Waterbevoorrading
Een groot dorp als Elewijt heeft natuurlijk ook veel water nodig. Er werden weliswaar, net zoals in de andere nabijgelegen vici, geen aquaducten gebouwd, maar wel meerdere waterputten. Dit was in overigens Elewijt geen al te groot probleem omdat het grondwater op een diepte van zo'n 3 meter al bereikt is.
Joseph Mertens had  in 1951 al 6 waterputten vastgesteld in het onderzochte gebied, waarvan er 3 nog boven de grond waren (zij het met nieuw metselwerk). Zulke waterputten zijn van onschatbare waarde voor het onderzoek, omdat op de bodem vaak meerdere voorwerpen zoals aardewerk, dakpannen, munten et cetera liggen. Alle waterputten waren gebouwd volgens hetzelfde principe, meestal wel met kleine variaties. Ze waren ondergronds verstevigd met hout in een vierkante vorm en bovengronds gemaakt uit steen in een ronde vorm. Vaak werden putten op minder dan 20 meter van elkaar gevonden. Dit had ongetwijfeld te maken met het feit dat wanneer het waterpeil varieert, het hout meer kans heeft om te rotten en na een tijd een slechte smaak in het water begint achter te laten. In het jaar 2013 waren er in totaal al meer dan 20 waterputten vastgesteld in Elewijt, altijd geconstrueerd volgens min of meer hetzelfde principe.

## Opmerkelijke vondsten

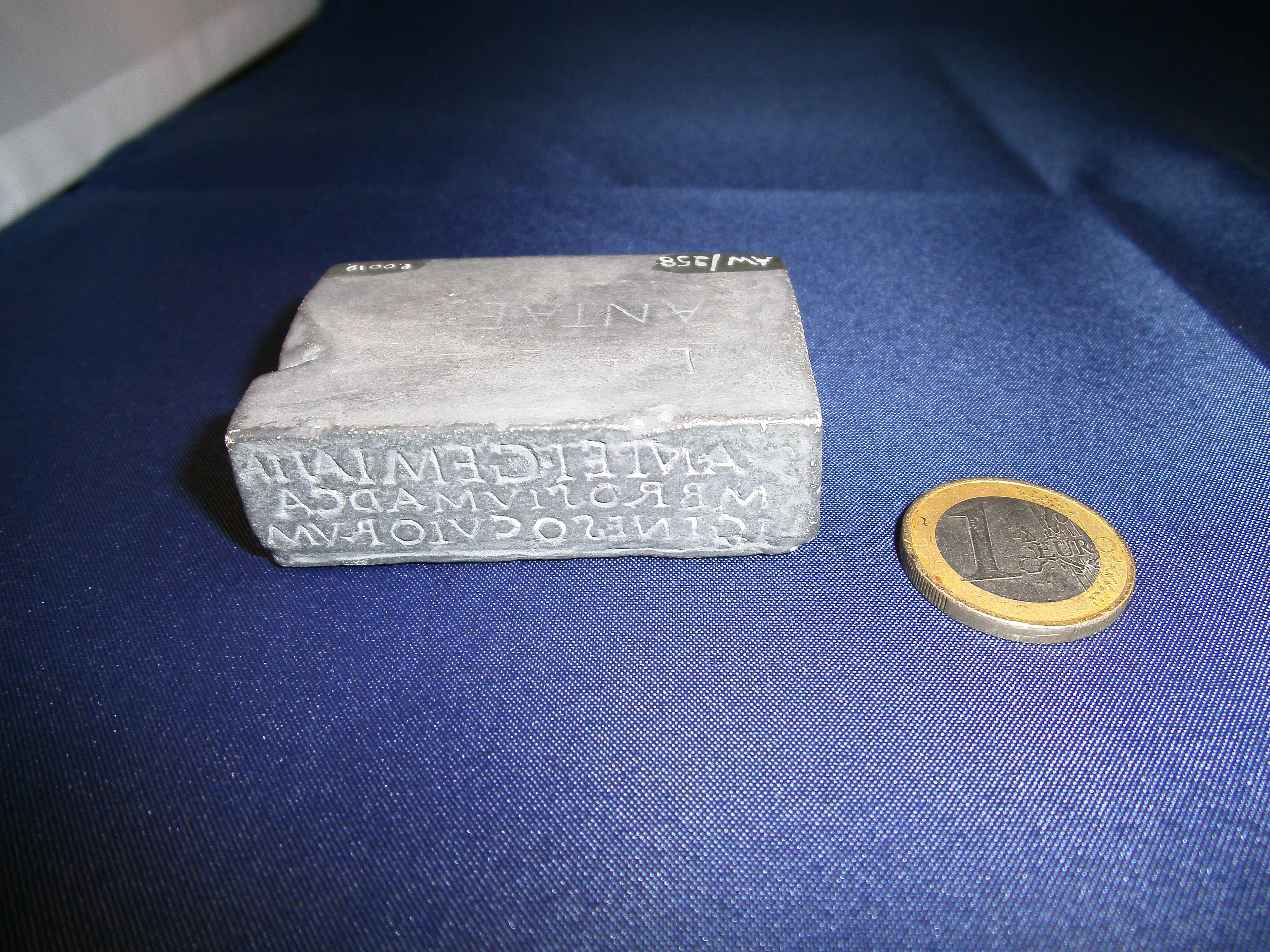
Romeinse oogartsenstempel gevonden te Elewijt (museum Heemkring de Semse)

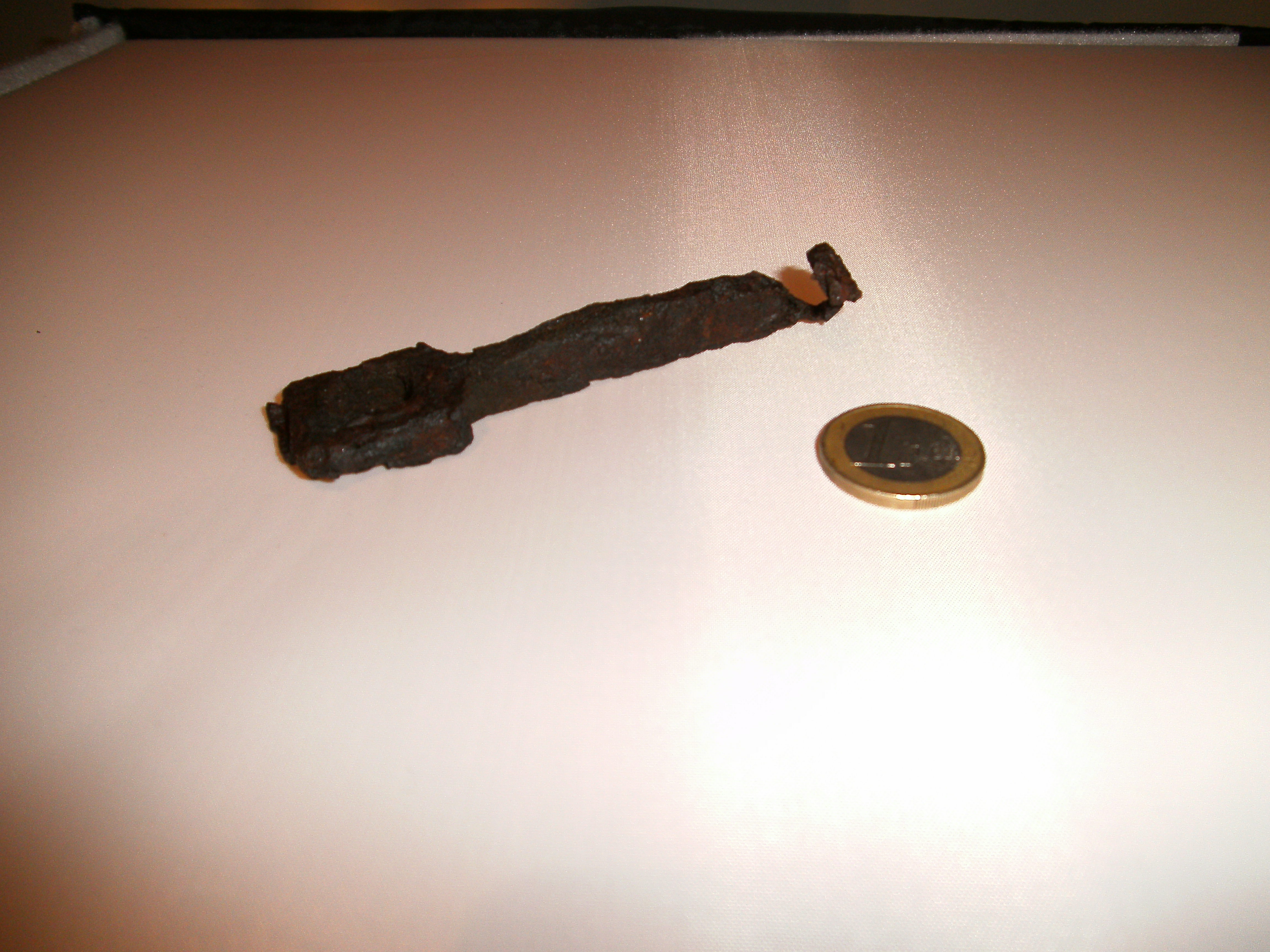
In Elewijt werden ook heel wat sleutels teruggevonden (museum Heemkring de Semse)

### Oogartsenstempel
Een opmerkelijke vondst gedaan te Elewijt is een leistenen stempel van een oogarts, die in 1967 in een waterput gevonden werd (5,6 cm lang, 3,9 cm breed, 1,5 cm hoog). De tekst staat op de stempel in spiegelschrift. De boodschap op de stempel is bedoeld voor de potjes met de zalfjes die de man prepareerde. Op de twee lange smalle zijden en op de bovenkant stonden in totaal drie opschriften:
- zijde '1': "L[ucii] Antaei Parci diaglaucaeum"
- zijde '2' "L[ucii] Ant[a]ei Geminia ambrosium ad caligines oculorum"
- bovenkant "L[ucii] L[ucii] Antae[i]"

De vertaling van stempel 1 is: "Lucius Antaeus Parcus, diaglaucion". De potjes waarop dit gestempeld werd, waren dus van oogarts Lucius Antaeus Parcus en bevatten "diaglaucium" of "diaglaucion", een oogzalf die gemaakt werd op basis van de papaverachtige plant stinkende gouwe. De vertaling van stempel 2 is: "Lucius Antaeus Geminianus, ambrozijn tegen wazigheid van de ogen". Ditmaal is het dus van oogarts Lucius Antaeus Geminianus, en zit er een "godenzalf" in voor de ogen. Naar alle waarschijnlijkheid had de oogarts slechts één zijde als stempel, en toen zijn zoon de praktijk overnam zette die op de andere zijde ook een stempel. Het laatste deel van de naam, het cognomen, werd immers aan iemand gegeven en het tweede deel, het nomen gentile, kan vergeleken worden met een achternaam.

### Andere
Andere speciale vondsten zijn onder andere enkele metalen voorwerpen. Deze werden vaak teruggevonden op de bodem van waterputten, waar ook veel van de terra-sigillatascherven in gevonden werden. In de meest "rijkelijk gevulde" waterput die door Joseph Mertens onderzocht werd, werden zo een kleine, driehoekige bijl, een ijzeren sleutel, het handvat van een emmer, twee deurknoppen, twee klinknagels, een bronzen plaatje en een koperenen ring ontaard.

## Tentoonstelling
Het overgrote deel van de vondsten in Elewijt zijn verspreid in verschillende privécollecties. Toch zijn heel wat zaken tentoongesteld en vrij te bezichtigen in het museum van Heemhuis De Semse, in de Schoolstraat in Zemst-centrum. Onder te tentoongestelde zaken behoren onder andere in Elewijt gevonden potten, schalen, sleutels, spelden, munten, fibulae en de voorschreven stempel.

## Heirweg I
Sinds 2012 is er te Elewijt een vereniging van lokale vrijwilligers met naam Heirweg I. Deze vereniging wil naar eigen zeggen het Gallo-Romeinse verleden van Elewijt opnieuw in the picture zetten. Ze hebben zich gevestigd op de vroegere terreinen van Camping Baarbeek, ten noorden van het dorp, waar ze soms acties houden, zoals een Romeinse spelavond of re-enactments.